# シャーリイ・ジャクスン
シャーリイ・ジャクスン（Shirley Hardie Jackson, 1916年12月14日 - 1965年8月8日）はアメリカ合衆国カリフォルニア州サンフランシスコ生まれの作家。日常と非日常の境界、日常生活のなかの人間心理の異質さを描く作風で知られる。
2008年、彼女の名を冠したシャーリイ・ジャクスン賞が創設された。

## 主な著作

### 長篇
- The Road Through the Wall（1948年）
  - シャーリイ・ジャクスン『壁の向こうへ続く道』渡辺庸子訳、文遊社、2022年。ISBN 978-4-89257-138-1。
- Hangsaman（1951年）
  - シャーリイ・ジャクスン『絞首人』佐々田雅子訳、文遊社、2016年。ISBN 978-4-89257-119-0。
  - シャーリイ・ジャクスン『処刑人』市田泉訳、東京創元社〈創元推理文庫〉、2016年。ISBN 978-4-488-58305-7。
- The Bird's Nest（1954年）
  - シャーリイ・ジャクスン『鳥の巣』北川依子訳、国書刊行会〈ドーキー・アーカイヴ〉、2016年。ISBN 978-4-336-06059-4。
- The Sundial（1958年）
  - シャーリイ・ジャクスン『日時計』渡辺庸子訳、文遊社、2016年。ISBN 978-4-89257-116-9。
- The Haunting of Hill House（1959年）
  - シャーリイ・ジャクスン『山荘綺談』小倉多加志訳、早川書房〈ハヤカワ文庫〉、1972年。ISBN 4-15-040018-0。
  - シャーリイ・ジャクスン『たたり』渡辺庸子訳、東京創元社〈創元推理文庫〉、1999年。ISBN 4-488-58301-6。
  - シャーリイ・ジャクスン『丘の屋敷』渡辺庸子訳、東京創元社〈創元推理文庫〉、2008年。ISBN 978-4-488-58303-3。
- We Have Always Lived in the Castle（1962年）
  - シャーリイ・ジャクスン『ずっとお城で暮らしてる』山下義之訳、学習研究社〈学研ホラーノベルズ. 恐怖少女セレクション〉、1994年。ISBN 4-05-400445-8。
  - シャーリイ・ジャクスン『ずっとお城で暮らしてる』市田泉訳、東京創元社〈創元推理文庫〉、2007年。ISBN 978-4-488-58302-6。

### 自伝
- Life Among the Savages（1953年）
  - 「田舎の家」
  - 「チャールズ」
  - 「親の権威」
  - 「なんにも欲しくない」
  - 「三度目のお産」
  - 「メモ魔」
  - 「ある夏の朝」
  - 「女中難とわが家の自動車」
  - 「野蛮人のショッピング」
  - 「家じゅうが流感にかかった夜」
  - 「お留守番」
  - 「ローリーの交通事故」
  - 「巨人と野蛮人」
  - 「〔付録＝ビラ〕」
  - 「ジャニーは新入生」
  - 「コイン・コレクション」
  - 「ジャニー、パーティーに行く」
  - 「おとうさんの箱」
  - 「待つ身はつらい」
  - 「銀行のサンタさん」
  - 「最後の子」
  - シャーリイ・ジャクスン『野蛮人との生活―スラップスティック式育児法』深町真理子訳、早川書房〈ハヤカワ文庫〉、1974年。ISBN 4-15-040068-7。
- Raising Demons（1957年）.　一部がミステリマガジンに翻訳されている。

### 短篇集
- The Lottery and Other Stories（1949年）
  - 「酔い痴れて」
  - 「魔性の恋人」
  - 「おふくろの味」
  - 「決闘裁判」
  - 「ヴィレッジの住人」
  - 「魔女」
  - 「背教者」
  - 「どうぞお先に、アルフォンズ殿」
  - 「チャールズ」
  - 「麻服の午後」
  - 「ドロシイと祖母と水兵たち」
  - 「対話」
  - 「伝統あるりっぱな会社」
  - 「人形と腹話術師」
  - 「曖昧の七つの型」
  - 「アイルランドにきて踊れ」
  - 「もちろん」
  - 「塩の柱」
  - 「大きな靴の男たち」
  - 「歯」
  - 「ジミーからの手紙」
  - 「くじ」
  - シャーリイ・ジャクスン『くじ』深町真理子訳、早川書房〈異色作家短篇集〉、1964年。
  - シャーリイ・ジャクスン『くじ』深町真理子訳、早川書房〈異色作家短篇集・改訂版〉、1976年。
  - シャーリイ・ジャクスン『くじ』深町真理子訳、早川書房〈異色作家短篇集・新版〉、2006年。ISBN 4-15-208697-1。
  - シャーリイ・ジャクスン『くじ』深町真理子訳、早川書房〈ハヤカワ・ミステリ文庫〉、2016年。ISBN 978-4-15-182301-5。
- The Magic of Shirley Jackson（1966年）
- Come Along With Me（1968年）
  - 「こちらへいらっしゃい」- 遺作
  - 「ジャニス」
  - 「女奴隷トゥーティー」
  - 「カリフラワーを髪に」
  - 「わが愛する人は」
  - 「美しき新来者」
  - 「夏の終り」
  - 「島」
  - 「ある訪問」
  - 「岩」
  - 「ジャングルの一日」
  - 「パジャマ・パーティー」
  - 「ルイザよ、帰ってきておくれ」
  - 「小さなわが家」
  - 「夜のバス」
  - 「体験と創作」
  - 「家じゅうが流感にかかった夜」
  - 「ある短編小説伝」
  - 「くじ」
  - 「若き作家への提言」
  - シャーリイ・ジャクスン『こちらへいらっしゃい』深町真理子訳、早川書房〈世界の短篇〉、1973年。
- Just an Ordinary Day 1995年
  - シャーリイ・ジャクスン『なんでもない一日』市田泉訳、東京創元社〈創元推理文庫〉、2015年。ISBN 978-4-488-58304-0。
- Let Me Tell You 2015年

### その他日本語訳短篇
- 「ビュレティン」（『Ｓ‐Ｆマガジン69号』『Ｓ‐Ｆマガジン204号』訳：浅倉久志）
- One Ordinary Day, with Peanuts
  - 「ある晴れた日に」／「ある晴れた日、ピーナツを持って」（『ＳＦベスト・オブ・ザ・ベスト（下）』訳：吉田誠一。ISBN 978-4-488-61309-9。／『ミステリマガジン161号』訳：浅倉久志）
- 「少女失踪」（『ミステリマガジン192号』訳：深町眞理子）
- 「悪の可能性（『ミステリマガジン211号』訳：深町眞理子）
- 「善人ふたり」（『ミステリマガジン493号』訳：深町眞理子）
- 「お告げ」（『奇想天外１号』訳：深町眞理子）
- 「悪魔は育ち盛り」RAISING DEMONS
  - 「われらは親善大使」（『ミステリマガジン207号』訳：深町眞理子）
  - 「主婦が家を留守にするとき」（『ミステリマガジン213号』訳：深町眞理子）
  - 「厄日」（『ミステリマガジン215号』訳：深町眞理子）
  - 「ガートルードおばさん」（『ミステリマガジン217号』訳：深町眞理子）
  - 「パパと美人コンテスト」（『ミステリマガジン221号』訳：深町眞理子）
  - 「わが家の毒ガス事件」（『ミステリマガジン228号』訳：深町眞理子）
  - 「がんばれローリー」（『ミステリマガジン263号』訳：深町眞理子）

## 映像化作品
- 『たたり』（1963年）ロバート・ワイズ監督　The Haunting of Hill Houseの映画化
- 『ホーンティング』（1999年）ヤン・デ・ボン監督　The Haunting of Hill Houseの映画化
- 『ザ・ホーンティング・オブ・ヒルハウス』（2018年）マイク・フラナガン監督　The Haunting of Hill Houseの連続ドラマ化
- 『ずっとお城で暮らしてる』（2018年）ステイシー・パッソン監督　 We have always lived in the castleの映画化
- 『Shirley シャーリイ』（2019年）ジョセフィン・デッカー監督　スーザン・スカーフ・メレルの伝記小説Shirleyの映画化